# Morne Incapable
Le morne Incapable, également appelé morne Frébault, est un sommet situé dans le massif montagneux sur l'île de Basse-Terre en Guadeloupe juste au nord du Matéliane. S'élevant à 1 094 mètres d'altitude, il constitue un point bipartite des territoires des communes de Vieux-Habitants et Petit-Bourg. Il fait partie du parc national de la Guadeloupe.

## Hydrographie
Sur les flancs orientaux du morne à 1 050 m d'altitude sur le territoire de la commune de Petit-Bourg se trouve la source de la rivière la Palmiste, ainsi qu'à 900 m d'altitude sur le territoire de Goyave celle de la rivière la Rose.